# دونالد وایزمن
دونالد وایزمن (به انگلیسی: Donald Wiseman) نویسنده، انسان‌شناس، باستان‌شناس و آشورشناس اهل انگلستان بود. وی در بین سال‌ها ۱۹۶۱ تا ۱۹۸۲ میلادی، استاد دانشگاه لندن بود. وایزمن در طول جنگ جهانی دوم در نیروی هوایی سلطنتی بریتانیا خدمت کرده بود.

## آثار
- The Alalakh Tablets (1953)
- Chronicles of the Chaldean Kings (626–556 BC) in the British Museum (1956)
- The Vassal Treaties of Esarhaddon (1958)
- Illustrations from Biblical Archaeology (1958)
- Archaeological Confirmation of the Old Testament (1958)
- Peoples of Old Testament Times (1973)
- Nebuchadrezzar and Babylon (1985)
- 1 and 2 Kings (1993)
- Life Above and Below (2003)